# Ancona (provins)
Ancona är en provins i regionen Marche i Italien. Ancona är huvudort i provinsen. Provinsen etablerades efter slaget vid Castelfidardo 1860 när Kungariket Sardinien annekterade området från Kyrkostaten.

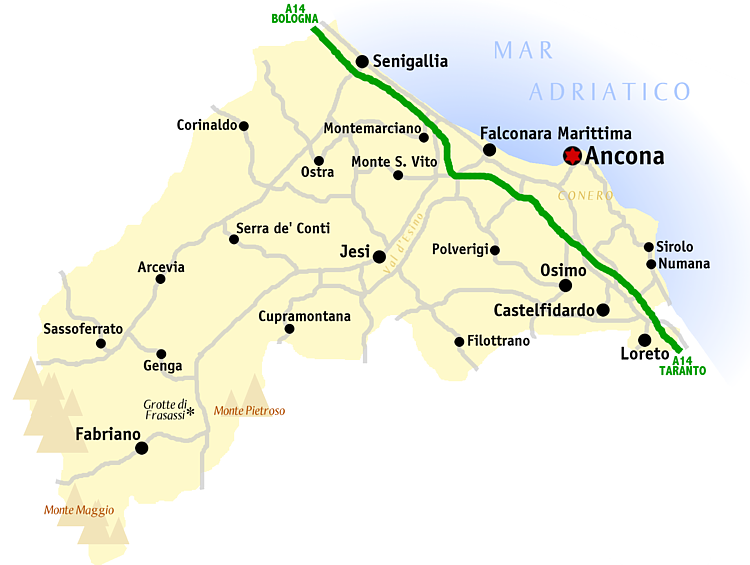
Karta över provinsen

## Administrativ indelning
Provinsen Ancona är indelad i 47 comuni (kommuner). Alla kommunerna finns i lista över kommuner i provinsen Ancona.
Det var 49 kommuner fram till den 1 januari 2014 när kommunen Trecastelli bildades genom en sammanslagning av kommunerna Castel Colonna, Monterado och Ripe.

## Geografi
Provinsen Ancona gränsar:
- i norr mot provinsen Pesaro e Urbino
- i öst mot Adriatiska havet
- i syd mot provinsen Macerata
- i väst mot provinsen Perugia